# 230155 Francksallet
230155 Francksallet è un asteroide della fascia principale. Scoperto nel 2001, presenta un'orbita caratterizzata da un semiasse maggiore pari a 2,3602307 UA e da un'eccentricità di 0,2032505, inclinata di 2,12684° rispetto all'eclittica.